# اندیس متین آباد
متین آباد یک اندیس مصالح ساختمانی است که در حوالی شهر لطیف استان اصفهان قرار دارد و مادهٔ معدنی موجود در آن، سنگ تزئینی است.